# 2002年のスポーツ
< 2002年
- 年度別スポーツ記事一覧

2002年のスポーツでは、2002年（平成14年）のスポーツ関連の出来事についてまとめる。
2002年前後：2001年のスポーツ - 2002年のスポーツ - 2003年のスポーツ

## できごと
- 1月13日 - ダカール・ラリーで増岡浩が日本人2人目の総合優勝。
- 2月8日 - 2002年ソルトレークシティオリンピック開幕。
- 2月15日 - IOCは、五輪フィギュアスケート・ペアの採点疑惑に関して、審判員の不正を認め、2位のカナダ組に対しても、金メダルを与えると発表。

- 4月14日 - 田村亮子、1996年のアトランタオリンピック決勝での敗戦以降続いていた連勝記録が「65」でストップ。
- 5月12日 - 丸山茂樹、「ベライゾン・バイロン・ネルソン・クラシック」にて日本人選手初のPGAツアー2勝目。
- 5月31日 - 2002 FIFAワールドカップ日韓大会開幕。ヨーロッパと南北アメリカ以外でFIFAワールドカップが開催されるのは初めて。
- 6月30日 - FIFAワールドカップ決勝でブラジルがドイツを破り優勝。
- 7月22日 - ジーコ、サッカー日本代表監督に。
- 7月24日 - 大相撲の朝青龍明徳、大関昇進。
- 9月8日 - 男子テニスのピート・サンプラスが全米オープンで6年ぶり5度目の優勝、4大大会優勝の男子最多記録「14勝」を樹立する。これが彼の現役最後の試合になった。
- 10月13日 - ティム・モンゴメリ（アメリカ）がパリの国際グランプリ・100m走において、9秒78の世界新記録（※[1]）。
- 11月1日 - プロ野球・読売ジャイアンツの松井秀喜、FA宣言しメジャーリーグ移籍へ。12月19日にニューヨーク・ヤンキースとの契約合意を発表[2]。
- 12月15日 - 世界ゴルフ選手権EMCワールドカップで日本チーム（伊沢利光&丸山茂樹）が45年ぶり2度目の優勝。

## 総合競技大会
- 第19回2002年ソルトレークシティオリンピック（2月8日～24日） - 日本の獲得メダル:銀1、銅1

| 順                           | 国・地域     | 金 | 銀 | 銅 | 計 |
| ---------------------------- | ------------ | -- | -- | -- | -- |
| 1                            | ノルウェー   | 13 | 5  | 7  | 25 |
| 2                            | ドイツ       | 12 | 16 | 8  | 36 |
| 3                            | アメリカ     | 10 | 13 | 11 | 34 |
| 4                            | カナダ       | 7  | 3  | 7  | 17 |
| 5                            | ロシア       | 5  | 4  | 4  | 13 |
| 6                            | フランス     | 4  | 5  | 2  | 11 |
| 7                            | イタリア     | 4  | 4  | 5  | 13 |
| 8                            | フィンランド | 4  | 2  | 1  | 7  |
| 9                            | オランダ     | 3  | 5  | 0  | 8  |
| 10                           | オーストリア | 3  | 4  | 10 | 17 |
| 詳細はメダル受賞数一覧を参照 |              |    |    |    |    |

- 第8回ソルトレークシティパラリンピック（3月7日～16日） - 日本の獲得メダル:金0、銀0、銅3
- 第17回コモンウェルスゲームズ（ イングランド・マンチェスター・7月25日～8月4日）
- 第14回アジア競技大会（ 韓国・釜山・9月29日～10月14日） - 日本の獲得メダル:金44、銀74、銅72
- 第5回ワールドマスターズゲームズ（ オーストラリア・メルボルン・10月4日～12日）
- 平成14年度全国高等学校総合体育大会（8月1日～20日、茨城県）
- 第57回よさこい高知国体（冬季スケート・アイスホッケー - 北海道・1月26日～30日、冬季スキー・バイアスロン - 新潟県・2月20日～23日、夏季 - 高知県・9月21日～24日、秋季 - 高知県・10月26日～31日）
天皇杯順位：優勝 東京都、第2位 埼玉県、第3位 愛知県
皇后杯順位：優勝 東京都、第2位 大阪府、第3位 宮城県
- 第2回全国障害者スポーツ大会（11月9日～11日）

## アイスホッケー
- 2002年ソルトレークシティオリンピックのアイスホッケー競技（2月9日～24日）
男子決勝:  カナダ 5 - 2  アメリカ合衆国
女子決勝:  カナダ 3 - 2  アメリカ合衆国
- アイスホッケー世界選手権（4月26日～5月11日、 スウェーデン・イェーテボリ、カールスタード、ヨンショーピング）
決勝:  スロバキア 4 - 3  ロシア
- スタンレー・カップ決勝（2001-2002シーズン）
デトロイト・レッドウィングス（ウェスタン） （4勝1敗） カロライナ・ハリケーンズ（イースタン）
- NHLオールスターゲーム（ロサンゼルス・ステイプルズ・センター）
世界選抜 8 - 5 北米選抜
- 第69回全日本アイスホッケー選手権大会（東京）
優勝: 王子製紙
- 第36回日本アイスホッケーリーグプレーオフ決勝
コクド （4勝3敗）西武鉄道

## アメリカンフットボール

### NFL
- AFCチャンピオンシップゲーム（1月27日、ピッツバーグ・ハインツ・フィールド）
ニューイングランド・ペイトリオッツ 24 - 17 ピッツバーグ・スティーラーズ
- NFCチャンピオンシップゲーム（1月27日、セントルイス・エドワード・ジョーンズ・ドーム）
セントルイス・ラムズ 29 - 24 フィラデルフィア・イーグルス
- 第36回スーパーボウル（2月3日、ニューオーリンズ）
ニューイングランド・ペイトリオッツ (AFC、初優勝) 20 - 17 セントルイス・ラムズ (NFC)
- プロボウル（2月10日、ハワイ・アロハ・スタジアム）
AFC 38 - 30 NFC

### 日本の大会
- 第55回ライスボウル（1月3日、東京ドーム）
関西学院大学ファイターズ（学生代表） 30 - 27 アサヒ飲料チャレンジャーズ（社会人代表）
- 第57回甲子園ボウル（12月15日、阪神甲子園球場）
立命館大学パンサーズ 51 - 14 早稲田大学ビッグベアーズ
- 第16回東京スーパーボウル（12月17日、東京ドーム）
シーガルズ 14 - 7 富士通

## 競艇
- 第16回新鋭王座決定戦競走（津競艇場） : 瓜生正義
- 第15回女子王座決定戦競走（徳山競艇場） : 岩崎芳美
- 第37回総理大臣杯競走（平和島競艇場） : 野澤大二
- 第3回競艇名人戦競走（住之江競艇場） : 高山秀則
- 第29回笹川賞競走（尼崎競艇場） : 西島義則
- 第12回グランドチャンピオン決定戦競走（宮島競艇場） : 今垣光太郎
- 第7回オーシャンカップ競走（若松競艇場） : 植木通彦
- 第48回モーターボート記念競走（蒲郡競艇場） : 今垣光太郎
- 第49回全日本選手権競走（平和島競艇場） : 原田幸哉
- 第5回競艇王チャレンジカップ競走（津競艇場） : 植木通彦
- 第17回賞金王シリーズ戦（住之江競艇場） : 太田和美
- 第17回賞金王決定戦（住之江競艇場） : 植木通彦

## 競馬
- 年度代表馬・最優秀3歳牡馬 : シンボリクリスエス（天皇賞（秋）、有馬記念）
- 最優秀2歳牡馬 : エイシンチャンプ（朝日杯フューチュリティステークス）
- 最優秀2歳牝馬 : ピースオブワールド（阪神ジュベナイルフィリーズ）
- 最優秀3歳牝馬 : ファインモーション（秋華賞、エリザベス女王杯）
- 最優秀4歳以上牡馬 : マンハッタンカフェ（天皇賞（春））
- 最優秀4歳以上牝馬 : ダイヤモンドビコー（中山牝馬S、府中牝馬S、阪神牝馬S）
- 最優秀父内国産馬 : トウカイポイント（マイルチャンピオンシップ）
- 最優秀短距離馬 : アドマイヤコジーン（安田記念）
- 最優秀ダートホース・ダートグレード競走最優秀馬 : ゴールドアリュール（ジャパンダートダービー、ダービーグランプリ、東京大賞典）
- 最優秀障害馬 : ギルデッドエージ（中山大障害）
- NARグランプリ: トーホウエンペラー（マイルチャンピオンシップ南部杯）
- 桜花賞：アローキャリー
- 皐月賞：ノーリーズン
- オークス：スマイルトゥモロー
- ダービー：タニノギムレット
- 菊花賞：ヒシミラクル

## 競輪
- 第43回競輪祭朝日新聞社杯争奪競輪王決定戦（小倉競輪場） : 山田裕仁
- 第55回日本選手権競輪（立川競輪場） : 山田裕仁
- 第53回高松宮記念杯競輪（大津びわこ競輪場） : 山口富生
- 第11回寬仁親王牌・世界選手権記念トーナメント（前橋競輪場） : 松本整
- 第45回オールスター競輪（熊本競輪場） : 松本整
- 第18回読売新聞社杯全日本選抜競輪（岸和田競輪場） : 村上義弘
- KEIRINグランプリ02（立川競輪場） : 山田裕仁

## ゴルフ

### 世界4大大会（男子）
- マスターズ優勝者：タイガー・ウッズ（ アメリカ合衆国）
- 全米オープン優勝者：タイガー・ウッズ（ アメリカ合衆国）
- 全英オープン優勝者：アーニー・エルス（ 南アフリカ共和国）
- 全米プロゴルフ優勝者：リッチ・ビーム（ アメリカ合衆国）

### 世界4大大会（女子）
- クラフト・ナビスコ選手権優勝者：アニカ・ソレンスタム（ スウェーデン）
- 全米女子プロゴルフ優勝者：朴セリ（ 韓国）
- 全米女子オープン優勝者：ジュリ・インクスター（ アメリカ合衆国）
- 全英女子オープン優勝者：カリー・ウェブ（ オーストラリア）

1999年のデュモーリエ・クラシック優勝者ウェブが全英女子オープンも制覇し、“スーパー・グランドスラム”を達成した。

### 日本
- 賞金王（男子）：谷口徹
- 賞金女王：不動裕理

## サッカー
- 2002 FIFAワールドカップ決勝（横浜国際総合競技場・6月30日）
 ブラジル 2 - 0  ドイツ

日本と韓国の共同開催大会。日本代表はグループHを2勝1分により1位となり初めてノックアウトステージ（ベスト16）に進出したが、1回戦でトルコに敗れた。対する共催国の韓国は3位決定戦で同じくトルコに敗れたが、国を挙げての盛り上がりが話題になった。イングランド代表のデビッド・ベッカム選手が一躍人気者になった大会でもある。
- 天皇杯全日本サッカー選手権大会決勝
清水エスパルス 3-2 セレッソ大阪
- ゼロックス・スーパーカップ
清水エスパルス 1-1 (PK 5-4) 鹿島アントラーズ
- Jリーグ
  - ディビジョン1
    - ステージ1優勝:ジュビロ磐田
    - ステージ2優勝:ジュビロ磐田
    - 年間優勝:ジュビロ磐田

  - ディビジョン2優勝:大分トリニータ
  - ナビスコカップ優勝 - 鹿島アントラーズ

## テニス

### グランドスラム
- 全豪オープン　男子単優勝：トーマス・ヨハンソン（ スウェーデン）、女子単優勝：ジェニファー・カプリアティ（ アメリカ合衆国）
- 全仏オープン　男子単優勝：アルベルト・コスタ（ スペイン）、女子単優勝：セリーナ・ウィリアムズ（ アメリカ合衆国）
- ウィンブルドン　男子単優勝：レイトン・ヒューイット（ オーストラリア）、女子単優勝：セリーナ・ウィリアムズ（ アメリカ合衆国）
- 全米オープン　男子単優勝：ピート・サンプラス（ アメリカ合衆国）、女子単優勝：セリーナ・ウィリアムズ（ アメリカ合衆国）

黒人姉妹の妹セリーナ・ウィリアムズが全仏オープンからグランドスラム3連勝を達成した。

## プロレス
- プロレス大賞MVP:ボブ・サップ（k-1・チームビースト）初受賞
- G1クライマックス（新日本プロレス）優勝：蝶野正洋（4回目）
- 世界最強タッグ決定リーグ戦（全日本プロレス） 優勝：小島聡&太陽ケア組（初優勝）

## スポーツの賞
- ローレウス・スポーツ賞

スポーツマン賞：ミハエル・シューマッハ（ ドイツ、F1）
スポーツウーマン賞：ジェニファー・カプリアティ（ アメリカ合衆国、テニス）
新人賞：ファン・パブロ・モントーヤ（ コロンビア、F1）
ワールドチーム賞：クリケット・オーストラリア代表
カムバック賞：ゴラン・イワニセビッチ（ クロアチア、テニス）

## 誕生
- 1月12日 - エヴァ・リス（ドイツ、テニス選手）
- 3月25日 - ディープインパクト（競走馬）
- 4月19日 - 山本亜美（滋賀県、陸上競技）

## 死去
- 1月19日 - ババ（ブラジル、サッカー、*1934年）
- 1月22日 - ジャック・シェイ（アメリカ、スピードスケート、*1910年）
- 2月8日 - ジジーニョ（ブラジル、サッカー、*1921年）
- 2月14日 - ヒデクチ・ナーンドル（ハンガリー、サッカー、*1922年）
- 4月18日 - トール・ヘイエルダール（ノルウェー、探検家、*1914年）
- 4月28日 - ルー・テーズ（アメリカ、プロレス、*1916年）
- 5月7日 - 宮本征勝（茨城県、サッカー、*1938年）
- 5月23日 - サム・スニード（アメリカ、ゴルフ、*1912年）
- 5月26日 - マモ・ウォルデ（エチオピア、マラソン、*1932年）
- 6月10日 - 近藤和彦（大阪府、野球、*1936年）
- 6月20日 - ティヌス・オーセンダルプ（オランダ、陸上競技、*1916年）
- 7月4日 - 伊東一雄（パンチョ伊東、東京都、野球、*1934年）
- 7月5日 - テッド・ウィリアムズ（アメリカ、野球、*1918年）
- 8月1日 - 伊藤義博（大阪府、野球、*1945年）
- 8月23日 - 武上四郎（宮崎県、野球、*1941年）
- 9月12日 - 池田三男（北海道、レスリング、*1935年）
- 9月18日 - ボブ・ヘイズ（アメリカ、陸上競技・短距離→アメリカンフットボール、*1942年）
- 10月24日 - エルマン・ガビリア（コロンビア、サッカー、*1969年）
- 11月15日 - 孫基禎（日本→韓国、マラソン、*1912年）
- 11月22日 - サンダー杉山（愛知県、プロレス、*1940年）
- 11月23日 - 籠尾良雄（高知県、野球、*1934年）
- 12月1日 - デーブ・マクナリー（アメリカ、野球、*1942年）
- 12月9日 - 千葉茂（愛媛県、野球、*1919年）